# Dig Up Her Bones
«Dig Up Her Bones» -en español: "Desenterrar sus huesos"- es una canción y sencillo de la banda estadounidense de punk rock, Misfits. Este fue el único sencillo lanzado de su álbum de estudio de 1997 American Psycho, y el video musical que lo acompaña fue el primer video musical oficial de Misfits jamás lanzado. También fue el primer sencillo lanzado por la nueva formación de la banda, después de que la formación original se disolviera en 1983.

## Contexto
La formación original de Misfits había estado activa desde 1977 hasta 1983. Una serie de batallas legales se produjeron a finales de la década de 1980 y principios de la de 1990, con el bajista Jerry Only y su hermano, el guitarrista Doyle Wolfgang von Frankenstein, buscando créditos de escritura y los derechos del nombre de Misfits del cantante y compositor Glenn Danzig. El resultado fue un acuerdo extrajudicial en 1995 que otorgó a Jerry Only y Doyle Wolfgang los derechos para grabar y actuar como los Misfits, compartiendo los derechos de comercialización con Glenn Danzig. Después de eso formaron una nueva formación de la banda, reclutando al cantante Michale Graves y al baterista Dr. Chud. La nueva formación lanzó American Psycho en 1997 con "Dig Up Her Bones" como séptima pista.

## Video musical
El video musical de "Dig Up Her Bones" fue dirigido por John Cafiero, quien también dirigió un video para "American Psycho". Fue el primer video musical oficial lanzado por los Misfits y estaba compuesto por imágenes en vivo de la banda, Graves cantando en un cementerio simulado y clips de la película de terror de 1935 La novia de Frankenstein. Se utilizó una imagen de la novia como imagen de portada del sencillo. El permiso para usar la imagen de Boris Karloff, quien interpretó al Monstruo en la película, fue otorgado por su hija Sarah Karloff. Los herederos de Elsa Lanchester, quien interpretó a La novia, también dieron permiso para usar su imagen. Se lanzaron dos cortes del video musical, la única diferencia es que una versión incorporó una introducción con el logo de Universal Pictures de 1930 y un clip de diálogo de La novia de Frankenstein. Partes en vivo del video fueron filmadas en el Lupo's Heartbreak Hotel en Providence, RI, el 22 de junio de 1997.
El video debutó en 120 Minutes de MTV y también apareció en el Sci Fi Channel. Junto con el video 'American Psycho', continuó ejecutándose en rotación en MTV, MTV Europa, MTV Japón, MTV Latinoamérica, MTV Brasil, MuchMusic y The Box.

## Personal
- Michale Graves - Voz
- Doyle Wolfgang von Frankenstein - Guitarra eléctrica
- Jerry Only - Bajo, coros
- Dr. Chud - Batería, coros

Músicos adicionales:
- Daniel Rey - Teclados